# Subprefectura d'Iburi
La Subprefectura d'Iburi (胆振総合振興局, Iburi-sōgō-shinkō-kyoku) és una subprefectura de Hokkaido. La seua capital és la ciutat de Muroran i el seu municipi més poblat és Tomakomai.

## Geografia
Localitzada al sud-oest de Hokkaido, la subprefectura d'Iburi té una mida uns 152 quilòmetres d'est a oest i 98 quilòmetres de nord a sud. La subprefectura ocupa uns 9.698 quilòmetres quadrats. Iburi limita amb la subprefectura d'Oshima a l'oest, amb la subprefectura de Hidaka a l'est i amb les subprefectures de Shiribeshi, Ishikari i Sorachi al nord. Cap al sud la subprefectura limita amb l'oceà Pacífic amb 218 quilòmetres de costa.

### Municipis
| |          |          |          |
| \| Municipi \| Població \| Extensió \| Densitat \| \| ----------- \| -------- \| -------- \| -------- \| \| Abira \| 7.825 \| 237,16 \| 33 \| \| Atsuma \| 4.559 \| 404,61 \| 11,3 \| \| Date \| 33.952 \| 444,21 \| 76,4 \| \| Mukawa \| 7.955 \| 711,36 \| 11,2 \| \| Muroran \| 83.287 \| 80,88 \| 1.030 \| \| Noboribetsu \| 47.795 \| 212,21 \| 225 \| \| Shiraoi \| 16.694 \| 425,64 \| 39,2 \| \| Sōbetsu \| 2.507 \| 205,01 \| 12,2 \| \| Tomakomai \| 171.286 \| 561,57 \| 305 \| \| Tōyako \| 8.742 \| 180,81 \| 48,3 \| \| Toyoura \| 3.940 \| 233,57 \| 16,9 \| \| Total \| 388.542 \| 3.698 \| ND \| |          |          |          |
| Municipi | Població | Extensió | Densitat |
| Abira | 7.825    | 237,16   | 33       |
| Atsuma | 4.559    | 404,61   | 11,3     |
| Date | 33.952   | 444,21   | 76,4     |
| Mukawa | 7.955    | 711,36   | 11,2     |
| Muroran | 83.287   | 80,88    | 1.030    |
| Noboribetsu | 47.795   | 212,21   | 225      |
| Shiraoi | 16.694   | 425,64   | 39,2     |
| Sōbetsu | 2.507    | 205,01   | 12,2     |
| Tomakomai | 171.286  | 561,57   | 305      |
| Tōyako | 8.742    | 180,81   | 48,3     |
| Toyoura | 3.940    | 233,57   | 16,9     |
| Total | 388.542  | 3.698    | ND       |

## Història
- 1897: Es funda la subprefectura de Muroran.
- 1922: La subprefectura de Muroran passa a dir-se subprefectura d'Iburi.
- 2010: Per decisió del govern de Hokkaidō, s'efectuen canvis administratius en totes les subprefectures, fundant-se així l'actual subprefectura d'Iburi.
- 2018: El 6 de setembre el terratrèmol de Hokkaidō de 2018 causa greus problemes a la subprefectura d'Iburi.